# Йоханнессен, Гёран
Гёран Сёгард Йоханнессен (норв. Gøran Søgard Johannessen; род. 26 апреля 1994, Ставангер, Ругаланн)  — норвежский гандболист, выступающий за немецкий клуб «Фленсбург-Хандевитт» и сборную Норвегии.

## Клубная карьера
Гёран Йоханнессен воспитанник клуба ГК Викинг Ставангер. Йоханнессен начинал профессиональную карьеру в клубе ГК Викинг Ставангер в 2010 году. В 2016 году Гёран Йоханнессен перешёл в клуб GOG Håndbold. В 2018 году Готтфридссон заключил контракт с немецким клубом Фленсбург-Хандевитт.

## В сборной
Гёран Йоханнессен выступает за сборную Норвегии. Дебют Йоханнессена за сборную состоялся 17 января 2015 года в матче против Венгрии. Всего за сборную Йоханнессен сыграл 44 матча и забросил 77 голов.. Гёран Йоханнессен выступал на чемпионате Европы 2018 и чемпионате Мира 2017.  

## Награды
- Серебряный призёр чемпионата Мира: 2017

## Статистика
Статистика Гёрана Йоханнессена сезона 2018/19 указана на 11.6.2018.
| 2018/19 | Фленсбург-Хандевитт | Бундеслига | 22 | 34 | 0 | 34 | Лига чемпионов ЕГФ | 14 | 29 | 0 | 29 |